# Melitaea ambra
Melitaea ambra är en fjärilsart som beskrevs av Higgins 1941. Melitaea ambra ingår i släktet Melitaea och familjen praktfjärilar. Inga underarter finns listade i Catalogue of Life.